# NGC 7734
NGC 7734 é uma galáxia espiral barrada (SBb) localizada na direcção da constelação de Tucana. Possui uma declinação de -65° 56' 39" e uma ascensão recta de 23 horas, 42 minutos e 43,0 segundos.
A galáxia NGC 7734 foi descoberta em 2 de Novembro de 1834 por John Herschel.